# Калаус (Чечня)
Калаус (рос. Калаус (Чечня)) — село у Надтеречному районі Чечні Російської Федерації.
Населення становить 1044 особи (2019). Входить до складу муніципального утворення Калауське сільське поселення.

## Історія
Згідно із законом від 20 лютого 2009 року органом місцевого самоврядування є Калауське сільське поселення.

## Населення
| 1990  | 2002  | 2010  | 2012  | 2013 | 2014 | 2015  |
| ----- | ----- | ----- | ----- | ---- | ---- | ----- |
| 795   | ↗894  | ↗936  | ↗962  | ↗980 | ↗991 | ↗1006 |
| 2016  | 2017  | 2018  | 2019  |      |      |       |
| ↗1018 | ↗1024 | →1024 | ↗1044 |      |      |       |